# Тифон
Тифон, наричан още Титон или Тайфун, в древногръцката митология е стоглав дракон, син на Гея и Тартар.
Роден е от Гея, с цел да отмъсти на Зевс за пораженията нанесени на титаните (също нейни потомци) от Олимпийските богове, по време на титаномахията. Боговете се ужасяват от него, но Зевс встъпва в битка с чудовището и го побеждава, макар че не се оказва способен да го убие, и Тифон е запратен в мрачната бездна Тартар. Междувременно или по-късно, според някои митове, от него Ехидна ражда Орфо, Цербер, Лернейската хидра, Немейския лъв и Герион.